# Antongila spinigera
Genre
Espèce
Antongila spinigera, unique représentant du genre Antongila, est une espèce d'opilions laniatores de la famille des Triaenonychidae.

## Distribution
Cette espèce est endémique de Madagascar. Elle se rencontre vers la baie d'Antongil.

## Publication originale
- Roewer, 1931 : « Über Triaenonychiden (6. Ergänzung der "Weberknechte der Erde", 1923). » Zeitschrift für wissenschaftliche Zoologie, vol. 138, p. 137–185.